# Agnone (politico)
Agnone del demo di Stiria (in greco antico: Ἅγνων?, Hágnōn; Atene, ... – dopo il 411 a.C.) è stato un politico, generale e stratego ateniese, fondatore di Anfipoli e padre di Teramene.

## Biografia

### Anfipoli
Nella primavera del 437 a.C., partito dalla città di Eione e sbarcato in Tracia con un gruppo di coloni, sconfisse gli Edoni e fondò su una collina dominante lo Strimone la città di Anfipoli, precedentemente chiamata "Nove strade". Nella città furono poi eretti monumenti in suo onore.
Collo scoppio della guerra del Peloponneso, però, la città si ribellò, espellendo i cittadini ateniesi e alleandosi con Sparta; nella battaglia svoltasi sotto le sue mura (422 a.C.) morirono sia il comandante ateniese, Cleone, sia quello spartano, Brasida, al quale gli abitanti intitolarono, in seguito, i monumenti prima dedicati ad Agnone.
Agnone prese il comando dell'esercito ateniese più volte; una di queste fu durante la guerra di Samo (440 a.C.).
In seguito, Agnone ricevette l'incarico di riprendere Potidea (430 a.C.).
Nel 421 a.C. fu uno dei firmatari della pace di Nicia, che pose fine alla prima parte della guerra del Peloponneso; firmò anche l'alleanza tra Atene e Sparta conclusa lo stesso anno.

### Boulé dei Quattrocento
Nel 411 a.C., quando alcune forze rivoluzionarie approfittarono del caos seguito alla disastrosa spedizione in Sicilia per instaurare un regime oligarchico, Agnone divenne uno dei dieci commissari (in greco antico: πρόβουλοι?) incaricati di creare la nuova costituzione.

### Teramene
Riguardo a Teramene, è interessante notare come Senofonte, per bocca di Crizia, afferma che Teramene cominciò la sua carriera grazie alla buona fama del padre Agnone. Aristofane, invece, racconta che Agnone avrebbe solo adottato Teramene, affermando di trovarne conferma anche nelle opere di Eupoli.